# Ferencz Dániel
Ferencz Dániel (Budapest, 1984. szeptember 21. –) magyar labdarúgó.